# Rivalité Borg-McEnroe
Björn Borg et John McEnroe se sont rencontrés à 14 reprises sur le circuit ATP pour 7 victoires chacun. Björn Borg est en semi-retraite à partir de la saison 1982. Ils ont disputé d'autres matchs lors de tournois non ATP mais aussi lors d'exhibitions puis dans le circuit des vétérans.

## Liste des rencontres
|  | Björn Borg | 7 – 7 | McEnroe |  |

|    | Année | Ville                   | surface         | Tour   | Vainqueur    | Score                     | /     |
| 1  | 1978  | Stockholm               | Dur             | 1/2    | John McEnroe | 6–3, 6–4                  | 1 / 0 |
| 2  | 1979  | Richmond                | Moquette indoor | 1/2    | Björn Borg   | 4–6, 7–610, 6–3           | 1 / 1 |
| 3  | 1979  | New Orleans             | Moquette indoor | 1/2    | John McEnroe | 5–7, 6–1, 7–68            | 2 / 1 |
| 4  | 1979  | Rotterdam               | Moquette indoor | Finale | Björn Borg   | 6–4, 6–2                  | 2 / 2 |
| 5  | 1979  | Dallas                  | Moquette indoor | Finale | John McEnroe | 7–5, 4–6, 6–2, 7–6        | 3 / 2 |
| 6  | 1979  | Montreal                | Dur             | Finale | Björn Borg   | 6–3, 6–3                  | 3 / 3 |
| 7  | 1980  | Masters 1979 à New York | Moquette indoor | 1/2    | Björn Borg   | 6–7, 6–3, 7–6             | 3 / 4 |
| 8  | 1980  | G.C Wimbledon           | Gazon           | Finale | Björn Borg   | 1–6, 7–5, 6–3, 6–716, 8–6 | 3 / 5 |
| 9  | 1980  | G.C US Open             | Dur             | Finale | John McEnroe | 7–6, 6–1, 6–7, 5–7, 6–4   | 4 / 5 |
| 10 | 1980  | Stockholm               | Moquette indoor | Finale | Björn Borg   | 6–3, 6–4                  | 4 / 6 |
| 11 | 1981  | Masters 1980 à New York | Moquette indoor | Poule  | Björn Borg   | 6–4, 6–7, 7–6             | 4 / 7 |
| 12 | 1981  | Milan                   | Moquette indoor | Finale | John McEnroe | 7–6, 6–4                  | 5 / 7 |
| 13 | 1981  | G.C Wimbledon           | Gazon           | Finale | John McEnroe | 4–6, 7–6, 7–6, 6–4        | 6 / 7 |
| 14 | 1981  | G.C US Open             | Dur             | Finale | John McEnroe | 4–6, 6–2, 6–4, 6–3        | 7 / 7 |

## Autres rencontres
À compléter si besoin
- 1979 à Milan sur moquette indoor : 1-6, 6-1, 6-4 pour Borg
- 1979 à Vienne sur moquette indoor : 3-6, 6-1, 6-4 pour Borg
- 1982 à Perth : 6-1, 6-4 pour McEnroe
- 1982 à Sydney : 3-6, 6-4, 7-5, 6-2 pour Borg
- 1983 à la Tokyo Suntory Cup, demi-finale : 6-4, 2-6, 6-2 pour Borg

## Exhibitions
À compléter si besoin
- 1979 : Munich : 6-4, 7-5 pour Borg
- 1979 : Oslo : 6-3, 2-6, 6-3, 5-7, 7-6 pour McEnroe
- 1979 : Randers : 6-4, 6-4, 6-4 pour Borg
- 1981 : Sydney : 6-0, 6-4 pour Borg
- 1981 : Sydney : 6-2, 6-4 pour Borg
- 1981 : Melbourne : 6-4, 1-6, 7-6, 6-4 pour McEnroe
- 1984 : Vancouver : 6-3, 6-4, 3-6, 6-1 pour McEnroe
- 1984 : Ottawa : 2-6, 6-2, 6-2, 7-6 pour McEnroe
- 1987 : Toronto : 4-6, 6-2, 6-4 pour Borg

## Senior tour
À compléter si besoin
- 1997 Londres : McEnroe
- 1998 Doha : McEnroe
- 2007 Eindhoven : 7-66, 7-64 pour McEnroe
- 2009 Chengdu : 6-4, 6-4 pour Borg

## Comparatif
- Gazon : 1–1
- Dur : McEnroe, 3–1
- Moquette indoor: Borg, 5–3
- Outdoor : McEnroe, 4–2
- Grand Chelem : McEnroe, 3–1
- Masters : Borg, 2–0
- Finale : McEnroe, 5–4
- 3 sets gagnants : McEnroe, 4–1
- Europe (Suède 2, Italie 1, Royaume-Uni 2, Pays-Bas 1) : 3 - 3
- Amérique (États-Unis 7, Canada 1) : 4 - 4

## Anecdotes
La première fois que Borg et McEnroe se croisent sur un court, c'est lors de la première participation du tennisman suédois à l'US Open (1973) : John a quatorze ans, il est ramasseur de balles.

## Cinéma
La rivalité entre les deux joueurs est le sujet du film scandinave Borg McEnroe, sorti en 2017. Le film se focalise sur le tournoi de Wimbledon 1980.